# Willys

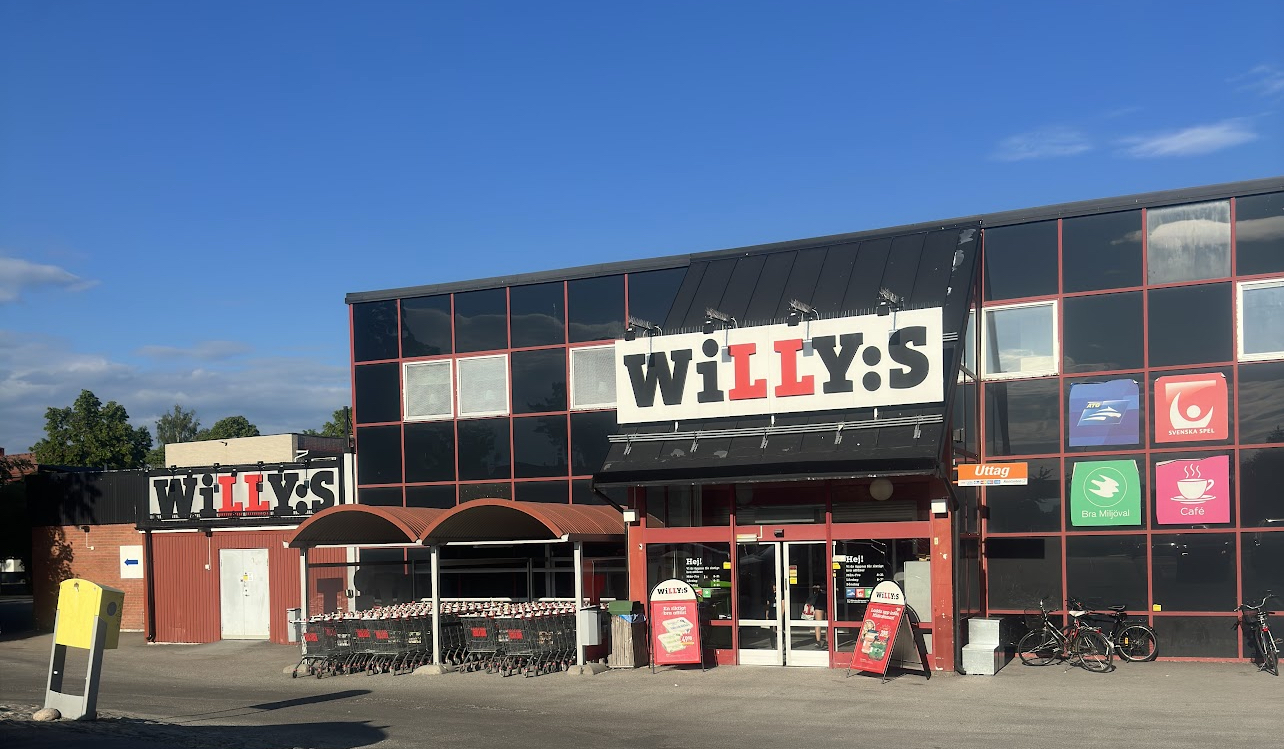
Willys i Ludvika, 2023.

Willy:s AB, marknadsfört som WiLLY:S, är en svensk lågprislivsmedelskedja med över sex tusen anställda och 2021 en omsättning på cirka 32 miljarder SEK. Kedjan har 231 butiker (varav 52 Willys Hemma). Willys ingår i Axfoodkoncernen, tillsammans med bland annat Hemköp. Huvudkontoret ligger i Göteborg.

## Historia
I februari 1975 övertog Lars Lundin en liten livsmedelsbutik på Toredalsgatan, Hisingen i Göteborg. Lundin döpte butiken till LL:s (Lars Lundin) Livs och hade affärsidén att sälja matvaror mycket billigare än alla andra. Butiken sålde matvaror för 2 miljoner under det första året. Butiken blev snart för trång och 1981 slog sig Lars Lundin ihop med sin svåger Åke Andersson och verksamheten flyttade in i nya lokaler i en före detta bilfirma på Wieselgrensplatsen, på Hisingen i Göteborg. Mellan 1990 och 1993 öppnade LL:s Livs AB butiker i Trollhättan, Lidköping, Kungälv och Borås. Till dessa butiker plockades många varor ihop på Wieselgrensplatsens lager.
1986 öppnades en lågprisbutik i Kungsbacka av Willy Schleeh (7 juni 1932 – 14 augusti 2013). Han gav sin butik namnet Willys Cash och den fick snabbt rykte om sig att vara billig. Konceptet var att sälja storförpackningar av varor, ofta direkt från pall, vilket gav låga styckepriser. Enbart kontanter godtogs som betalningsmedel, därav Cash i namnet. Schleeh fick stora framgångar med konceptet, och det förekom att handlare från mindre butiker eller kiosker kom till denna första Willys för att handla billigt och sedan sälja lite dyrare i sin egen verksamhet.
Butiken Willys Cash, LL:s Livs-butikerna och HP Storköp (av Hans & Preben) var tidiga lågprisbutiker som gjorde att Västsverige fick landets lägsta livsmedelspriser. Dessa butikskedjor såldes med tiden till D-gruppen Väst. Sist att köpas upp var Willy Schleehs tre butiker 1994.
D-gruppen blev senare D&D Dagligvaror. I april 1999 meddelade D&D att LL:s Livs och Willys Cash skulle slås samman för att bilda en kedja kallad Willys. Willys hade då tre butiker i Västsverige och LL:s Livs åtta butiker i Västsverige och Skåne. De två röda L:en i Willys-logotypen är en påminnelse och hänvisning till de gamla LL:s Livs-butikerna för att visa på ursprunget.
År 2000 gick D&D ihop med Hemköp för att bilda Axfood. I den nya koncernen samordnades de olika lågpriskoncepten i ett affärsområde kallat Axfood Lågpris som utöver Willys även inkluderade Exet/Matex och HP Billigt och Nära. I oktober 2000 öppnade Willys sina tre första butiker i Stockholmsområdet genom en nyetablering i Slagsta Strand och två tidigare Eurosparbutiker i Länna och Veddesta.
Ambitionen vid bildandet av Axfood Lågpris var att samla butikerna under ett varumärke. I juli 2001 meddelade Axfood att den sammanlagda kedjan skulle heta Willys, vilket skulle innebära att Exet/Matex uppgick i Willys. Nya Willys beräknades då få runt 70 butiker.
Kedjan HP Billigt och Nära med 30 butiker av mindre storlek ingick inte i sammanslagningen av Willys och Exet/Matex. Istället meddelade Axfood i februari 2002 att man skulle starta en ny kedja kallad Willys Hemma med HP-butikerna som bas.
Den sista Exet/Matex-butiken att skylta om var Matex i Vellinge som bytte namn i februari 2004. Då hade 35 tidigare Exet/Matex-butiker blivit Willys men man hade också expanderat genom nyetablering och konvertering av andra butiker. Kedjan bestod då av 84 butiker, varar 81 ägdes av Axfood och resterande tre var franchise.
Butik nummer 100 öppnade den 3 november 2005 i Skene. Den 21 september 2017 öppnade kedjans 200:e butik, Willys Hemma Johanneberg i Göteborg.

## Utveckling
- 1975 - LL:s Livs öppnar i Göteborg.
- 1981 - Suxé (som senare blev Exet) startar i Jönköping.
- 1982 - HP Storköp öppnar i Göteborg.
- 1986 - Willys Cash öppnar i Kungsbacka.
- 1992 - Matex startar i Söderköping.
- 1999 - Willys Cash och LL:s Livs går ihop och bildar Willys, ny ägare är D&D.
- 2000 - Hemköp och D&D går ihop och bildar Axfood AB. Axfood förvärvar Exet, Matex och HP Storköp. Axfood samlar lågprisbutikerna i Axfood Lågpris AB.
- 2001 - Axfood Lågpris byter namn till Willys AB.
- 2002 - Exet och Matexbutikerna börjar konverteras till Willys.
- 2004 - Konverteringarna klara den 24 februari. 81 helägda Willys på plats.
- 2008 - Första "Super-Willys" öppnar i Rissne den 22 april.[15]

- Willys har 147 butiker, varav 34 heter Willys Hemma.
- Eurocash överförs till Willys men behåller sitt eget namn Eurocash januari år 2017.
- 2017-2018 består Willys av cirka 200 matbutiker.
- 2023 - Willys har 231 butiker, varav 52 Willys Hemma.
- 2023 - Willys VD, Thomas Evertsson blir utsedd till Handelns Mäktigaste[16].

## Verkställande direktörer
- 2000–2005, Anders Strålman
- 2005–2008, Urban Dahl[17]
- 2008–2024, Thomas Evertsson
- 2024–, Nicholas Pettersson[18]